# Хомолие
Хомолието, среща се и като Хомоле, е географски регион в Източна Сърбия. Почти изцяло спада към община Жагубица от Браничевски окръг.

## География
Регионът е ясно ограничен от планински венец от вериги от всички страни. Има формата на неправилен правоъгълник с 35 км дължина в направление изток-югоизток – запад-северозапад и максимална ширина от 26 км.
От север от Звижд Хомолската планина (940 м) се разделя на 2 части – на юг от Ресава венец издига Беланица (1339 м); от долината на Долна Млава на запад се издигат ниските Горняшки планини (825 м).
В геоморфоложко отношение Хомолието се състои от 2 части: Жагубишка долина на изток и Креполинско-крупайска долина на запад, които се разделят посредством Беланишко-хомолския праг.
В хидрогеографско отношение Хомолието представлява областта по средното поречие на Млава, като е своеобразен „гръбнак“ на цялата хидрогеографска област. В съседство от областта е поречието на Поречка река.
Хомолието поради лошите пътища и инфраструктура и днес е своеобразен „остров“ разположен между плодородната Долна Млава и Църноречката котловина от Тимошкия басейн.

## История
Поради географската си обособеност и недостъпност Хомолието още от древни времена служи за „убежище“.
През Средновековието спада към Браничевската област.
Географските топоними в областта са от български произход. Днес Хомолието е предимно влашки край.